# Bosque megye
Bosque megye az Amerikai Egyesült Államokban, azon belül Texas államban található. Megyeszékhelye Meridian, legnagyobb városa Clifton. Lakosainak száma 18 235 fő (2020. április 1.). Bosque megye Somervell, Johnson, Hill, McLennan, Coryell, Hamilton és Erath megyékkel határos.

## Népesség
A megye népességének változása:
| Lakosok száma | 18 257 | 18 247 | 18 107 | 17 855 | 17 891 | 18 235 |
|               | 2010   | 2011   | 2012   | 2013   | 2015   | 2020   |